# Katja Beer
Katja Beer, po mężu Wüstenfeld (ur. 10 października 1976 w Dohna) – niemiecka biathlonistka, czterokrotna mistrzyni Europy. W swoim dorobku ma również medal srebrny i brązowy. W sezonie 2002/2003 odniosła jedyne zwycięstwo w zawodach pucharu świata. Jej ojciec, Manfred Beer, również był biathlonistą, biathlonistką była także siostra Katji – Romy.
Jej mężem jest Jan Wüstenfeld.

## Osiągnięcia

### Igrzyska Olimpijskie
| Rok  | Miejsce | IN | SP | PU | MS | RL |
| 1998 | Nagano  | 39 |    |    |    |    |

### Mistrzostwa Świata
| Rok  | Miejsce         | IN | SP | PU | MS | RL |
| 2000 | Oslo            |    |    |    | 24 |    |
| 2003 | Chanty-Mansyjsk | 29 | 14 | 24 | 6  |    |
| 2004 | Oberhof         | 32 |    |    |    |    |

IN – bieg indywidualny, SP – sprint, PU – bieg pościgowy, MS – bieg ze startu wspólnego, RL – sztafeta

### Puchar Świata
| Sezon     | Miejsce |
| --------- | ------- |
| 1997/1998 | 30.     |
| 1998/1999 | 31.     |
| 1999/2000 | 23.     |
| 2000/2001 | 39.     |
| 2001/2002 | 22.     |
| 2002/2003 | 12.     |
| 2003/2004 | 28.     |
| 2004/2005 | 27.     |
| 2005/2006 | 31.     |